# Zatavua mahafaly
Zatavua mahafaly är en spindelart som beskrevs av Huber 2003. Zatavua mahafaly ingår i släktet Zatavua och familjen dallerspindlar.
Artens utbredningsområde är Madagaskar. Inga underarter finns listade i Catalogue of Life.